# 塔爾甘 (沃洛達爾卡區)
49°32′45″N 29°59′43″E / 49.54583°N 29.99528°E
塔爾漢（烏克蘭語：Тарган）是位於烏克蘭北部的村莊，由基辅州白采爾克瓦區的沃洛達爾卡市鎮負責管轄。該村始建於十六世紀，面積2.11平方公里，海拔高度179米，2001年人口559，人口密度每平方公里265.6人。